# Гончаров, Андрей Анатольевич
Андрей Анатольевич Гончаров (род. 2 января 1967 года, Большой Камень, Приморский край, РСФСР, СССР) — российский ботаник, член-корреспондент РАН (2019), директор ФНЦ Биоразнообразия ДВО РАН (с 2020).

## Биография
Родился 2 января 1967 года в городе Большой Камень Приморского края.
Руководитель лаборатории ботаники ФНЦ биоразнообразия наземной биоты Восточной Азии ДВО РАН, в период с 2017 по 2018 годы — временно исполнял обязанности директора.

## Научная деятельность
Специалист в области генетики растений, систематики и филогении стрептофитных зеленых водорослей, филогении и филогеографии Crassulaceae.
Автор 83 научных работ, в том числе двух коллективных монографий.
Ведет преподавательскую деятельность, руководит диссертационными работами аспирантов, курсовыми и дипломными работами студентов ДВФУ.
Член редколлегии научного журнала «Альгология».